# جورج آرتور، بارونت اول
جورج آرتور، بارونت اول (انگلیسی: Sir George Arthur, 1st Baronet; ۲۱ ژوئن ۱۷۸۴ – ۱۹ سپتامبر ۱۸۵۴) نظامی و سیاست‌مدار اهل پادشاهی متحد بریتانیای کبیر و ایرلند بود.